# 理查德·斯托曼
理查德·马修·斯托曼（英語：Richard Matthew Stallman，簡稱rms，有时也用大写的RMS，1953年3月16日—），美国程序员，自由软件活动家。他发起自由软件运动，倡导软件使用者能够对软件自由进行使用、学习、共享和修改，确保了这些软件被称作自由软件。斯托曼发起了GNU项目，并成立了自由软件基金会。他开发了GCC、GDB、GNU Emacs，同时编写了GNU通用公共许可协议。
为了创建一个完全由自由软件组成的类Unix计算机操作系统，斯托曼在1983年9月推出了GNU项目。借此又发起了自由软件运动。他迄今为止一直是GNU项目的组织者，作为主要开发者的他开发了一些被广泛使用的GNU软件，其中包括GCC、GDB、GNU Emacs。在1985年10月他创立了自由软件基金会。
斯托曼开创了Copyleft的概念，它使用版权法的原则来保护使用、修改和分发自由软件的权利，并且是描述这些术语的自由软件许可证的主要作者。最为人所称道的是GPL（最广泛使用的自由软件协议）。
1989年，他和别人一起创立了自由程式設計聯盟。自20世纪90年代中期以来，斯托曼花他大部分时间组织参与宣传自由软件，反对软件专利和数字版权管理的以及他认为剥夺用户自由的其他法律和技术系统运动。这包括最终用户许可协议、保密协议、 产品激活、加密狗、软件复制保护、专有格式、二进制软件包（没有源代码的可执行文件）。

## 早年生活
1953年3月，斯托曼出生于美国纽约一个犹太人家庭，他的母亲爱丽丝·利普曼是一名老师，父亲丹尼尔·斯托曼是一名印刷机商人，斯托曼與父母關係並不親密。早年他就对计算机有很深的兴趣；在斯托曼作为一个青少年参加一个夏令营时，他阅读了一本IBM7090的手册。从1967年到1969年，斯塔曼参加了哥伦比亚大学的高中生周六编程课程。同时他也是洛克菲勒大学生物系的志愿者实验室助理。虽然他对数学和物理学感兴趣，但洛克菲勒大学的教授认为他有成为生物学家的希望。
他第一次实际的使用电脑是高中年代在IBM纽约科学中心。他在1970年的夏天高中毕业后被雇用使用Fortran写一个数值分析程序。他在几周后完成了这项任务，然后他用这个夏天剩余的休息时间在APL上写了一个文本编辑器以及IBM System/360上PL/I编程语言的预处理器。

### 哈佛大学和麻省理工学院
作为哈佛大学1970年秋季的一年级学生，斯托曼以Math 55的表现而闻名，他很高兴的回忆到：「我一生中第一次觉得我在哈佛找到了一个家。」
1971年，斯托曼在哈佛大学第一年快结束的时候，他成为了麻省理工学院人工智能实验室的一名程序员，同时也成为黑客社区的常客，并以他的名字缩写RMS而闻名，1974年斯拖曼从哈佛大学毕业并取得了物理学学士学位。
1975年斯托曼考虑过留在哈佛大学，但是他却转而决定去麻省理工学院去读研究生。他攻读物理学博士学位一年，但随后选择了放弃，专注于他在麻省理工学院AI实验室的编程。
他开始在麻省理工学院担任杰拉德·杰伊·萨斯曼的研究室助理,在1977年与萨斯曼发表了一篇名为dependency-directed backtracking的关于 AI truth maintenance system的论文。这篇论文是对約束滿足問題智能回溯的早期研究。截至2009年，斯托曼和萨斯曼介绍的技术仍然是智能回溯中最通用和最强大的解释。有关约束记录的技术也在该论文中被提及。
作为MIT计算机科学与人工智能实验室的黑客，斯托曼从事软件项目，如文本編輯器，不兼容的分时系统上的Emacs，还有lisp机器的操作系统项目。在这期间，他成为了实验室电脑限制访问技术的热心评论家，当时这个计划是由国防高级研究计划局资助的。当MIT计算机科学与人工智能实验室安装了一套密码控制系统，斯托曼很快就找到了一个解密密码的方式并发送给用户包含其已解码密码的消息，建议他们使用空字符串作为密码（事实上就是没有密码），这样就可以重新启用用户对系统的匿名访问。当时约有20％的用户遵循他的建议，尽管使用密码的行为最终占上风。对此，多年后斯托曼还一直向别人吹嘘着他当年的成功。
2019年，斯特曼離開麻省理工學院。

## GNU项目的发起
1970到1980年代，斯托曼察覺到MIT计算机科学与人工智能实验室中的黑客文化开始式微，與實驗室有來往的公司為了商業利益開始限制其他人使用源代码或者停止提供原始碼，最終斯托曼開始了 GNU 運動用於創建 Unix 的替代品，並在1985年成立了自由软件基金会，並發表GNU宣言。Stallman的麻省理工学院的同事布鲁斯特·卡勒（Brewster Kahle）所说，这种软件法律特征的转变可以被认为是1976年“美国版权法”所引发的后果。

## 相关

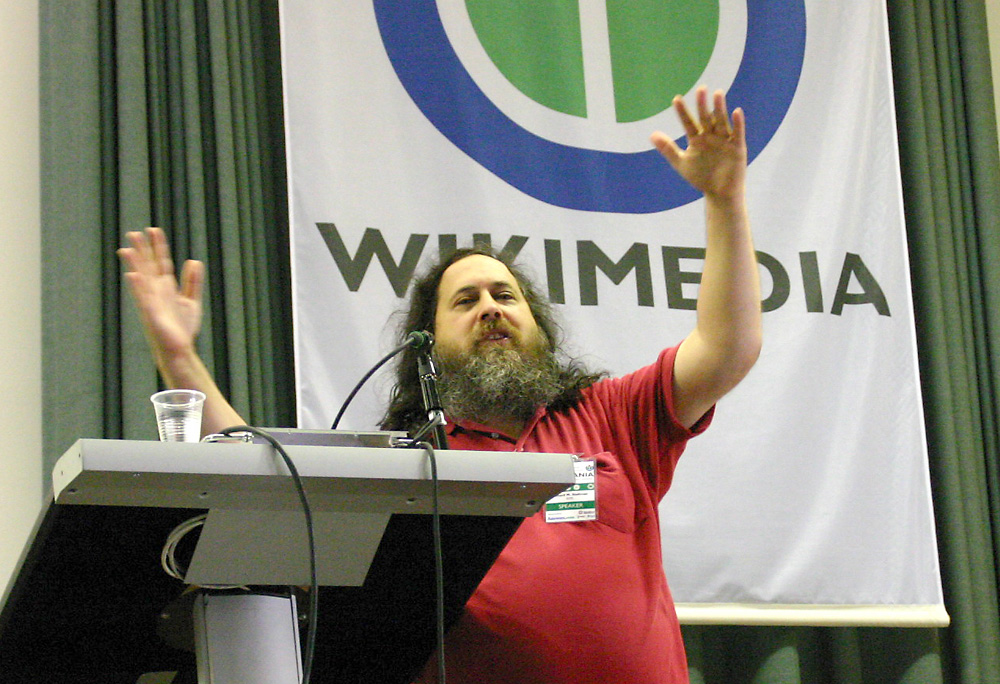
理察·斯托曼2005年在維基媒體國際大會演講，題目為「版權與社群」

### GNU与Linux
1991年芬兰大学生林納斯·托瓦茲在GNU通用公共許可證下发布了最初是为自己创作的Linux操作系统内核，暂时替代了GNU计划的Hurd内核。至此，GNU计划基本完成，此操作系统被命名为GNU/Linux（这类操作系统常常被称为Linux。斯托曼坚持认为 Linux 应该被稱作 GNU/Linux，因為 GNU 計劃更早出現，且在 Linux 作業系統的早期，GNU 社群的原始碼在其中起了關鍵的作用，例如 GCC 編譯器。

### 自由軟體与开源软件
斯托曼是一名坚定的自由软件运动倡导者，与提倡开放源代码开发模型的人不同，斯托曼并不是从软件的质量的角度而是从道德的角度来看待自由软件。他认为不自由的軟體是非常不道德的事，只有尊重用户自由的程序才是符合其道德标准。对此许多人表示异议，并也因此有了自由软件与开源软件之分。而事实上，1998年“开源”一词最初从自由软件社区中分化出来仅仅是因为在英文中“自由”（Free）一词有歧义，“Free”一词在英语中有免费的意思，有商业人士对此敏感，“开源”支持者认为“开源”（Open Source）一词更好。

## 争议
2019年，由於其在MIT計算機科學與人工智慧實驗室的邮件列表中，在对杰弗里·爱泼斯坦案和馬文·閔斯基的关联的表述中的用词隐含对在馬文·閔斯基面前受害少女受迫表现为自愿且未受馬文·閔斯基虐待，這些言論在網路上引起某些人不滿，斯托曼遂宣佈辞去麻省理工CSAIL的职位以及自由软件基金会主席一职。2021年3月底，理查德·斯托曼宣布回歸自由軟件基金會董事會。

## 荣誉

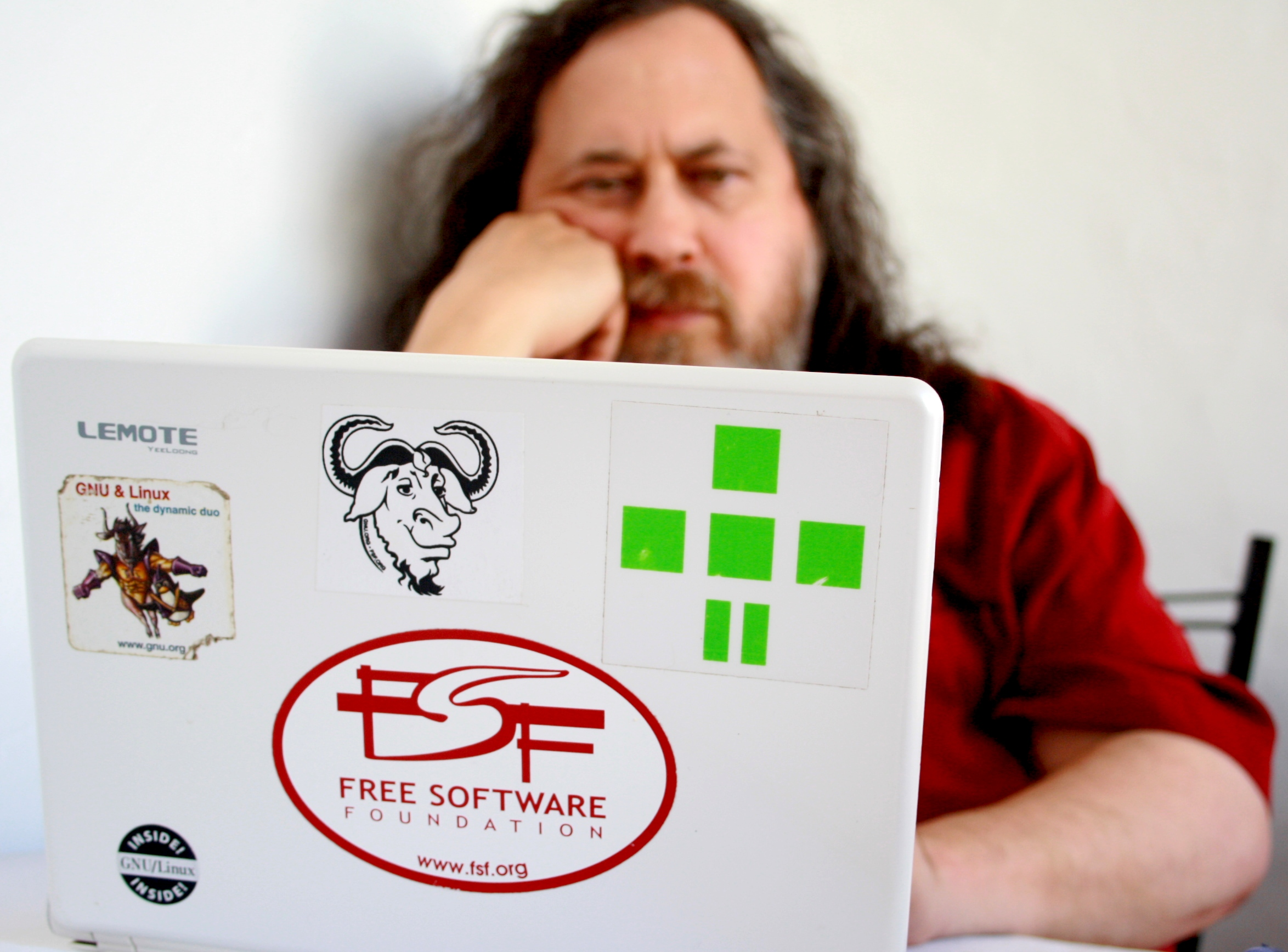
属于斯托曼的一台中國龍芯晶片的江蘇龍夢电脑，該電腦甚至于在BIOS層級完全是自由軟體

截至2016年，他获得了十五个荣誉博士及教授称号。
- 1990年度麦克阿瑟奖
- 1991年度美国计算机协会颁发的格蕾丝·默里·霍珀奖（英语：Grace Murray Hopper Award）以表彰他所开发的的Emacs文字编辑器
- 1996年获颁瑞典皇家理工学院荣誉博士学位
- 1998年度电子前线基金会先锋奖
- 1999年尤里·鲁宾斯基纪念奖（英语：Yuri Rubinsky Memorial Award）
- 2001年在蘇格蘭获颁格拉斯哥大学荣誉博士学位
- 2001年武田研究奖励赏（武田研究奨励賞）
- 2002年成为美国国家工程院院士
- 2003年在比利時获颁荷兰语布鲁塞尔自由大学荣誉博士学位
- 2004年在阿根廷獲頒萨尔塔国立大学（英语：National University of Salta）榮譽博士學位
- 2004年獲得秘鲁国立工程大学（西班牙语：Universidad Nacional de Ingeniería (Perú)）榮譽教授
- 2007年获颁秘魯印加加尔西拉索·德拉维加大學（英语：Inca Garcilaso de la Vega University）荣誉教授
- 2007年获颁钦博特天使天主教大学（西班牙语：Universidad Católica Los Ángeles de Chimbote）荣誉博士学位
- 2007年获颁帕维亚大学荣誉博士学位
- 2008年获颁祕魯特鲁希略国立大学（英语：National University of Trujillo）荣誉博士学位
- 2011年在阿根廷获颁国立科尔多瓦大学荣誉博士学位[22]

## 延伸阅读
[在维基数据编辑]
 在维基共享资源阅览影像、分类